# Nová Huť (Hrádek)
Nová Huť je část města Hrádek v okrese Rokycany v Plzeňském kraji. Nachází se na západě Hrádku. Prochází tudy železniční trať Rokycany–Nezvěstice. Nová Huť je také název katastrálního území o rozloze 3,1 km².

## Historie
První písemná zmínka o vesnici pochází z roku 1788.

## Obyvatelstvo
| Rok            | 1869 | 1880 | 1890 | 1900 | 1910 | 1921 | 1930 | 1950 | 1961  | 1970  | 1980  | 1991  | 2001  | 2011  | 2021  |
| -------------- | ---- | ---- | ---- | ---- | ---- | ---- | ---- | ---- | ----- | ----- | ----- | ----- | ----- | ----- | ----- |
| Počet obyvatel | 181  | 243  | 212  | 212  | 245  | 276  | 292  | 425  | 1 562 | 2 271 | 2 753 | 2 466 | 2 175 | 2 078 | 1 955 |
| Počet domů     | 26   | 32   | 31   | 29   | 30   | 39   | 50   | 74   | 74    | 172   | 195   | 202   | 203   | 238   | 248   |

## Obecní správa
V roce 1869 Hrádek byl osadou města Mirošov v okrese Plzeň. Od roku 1880 je částí města Hrádek, se kterým patřil nejprve do okresu Plzeň, ale od roce 1900 v okrese Rokycany.

## Galerie

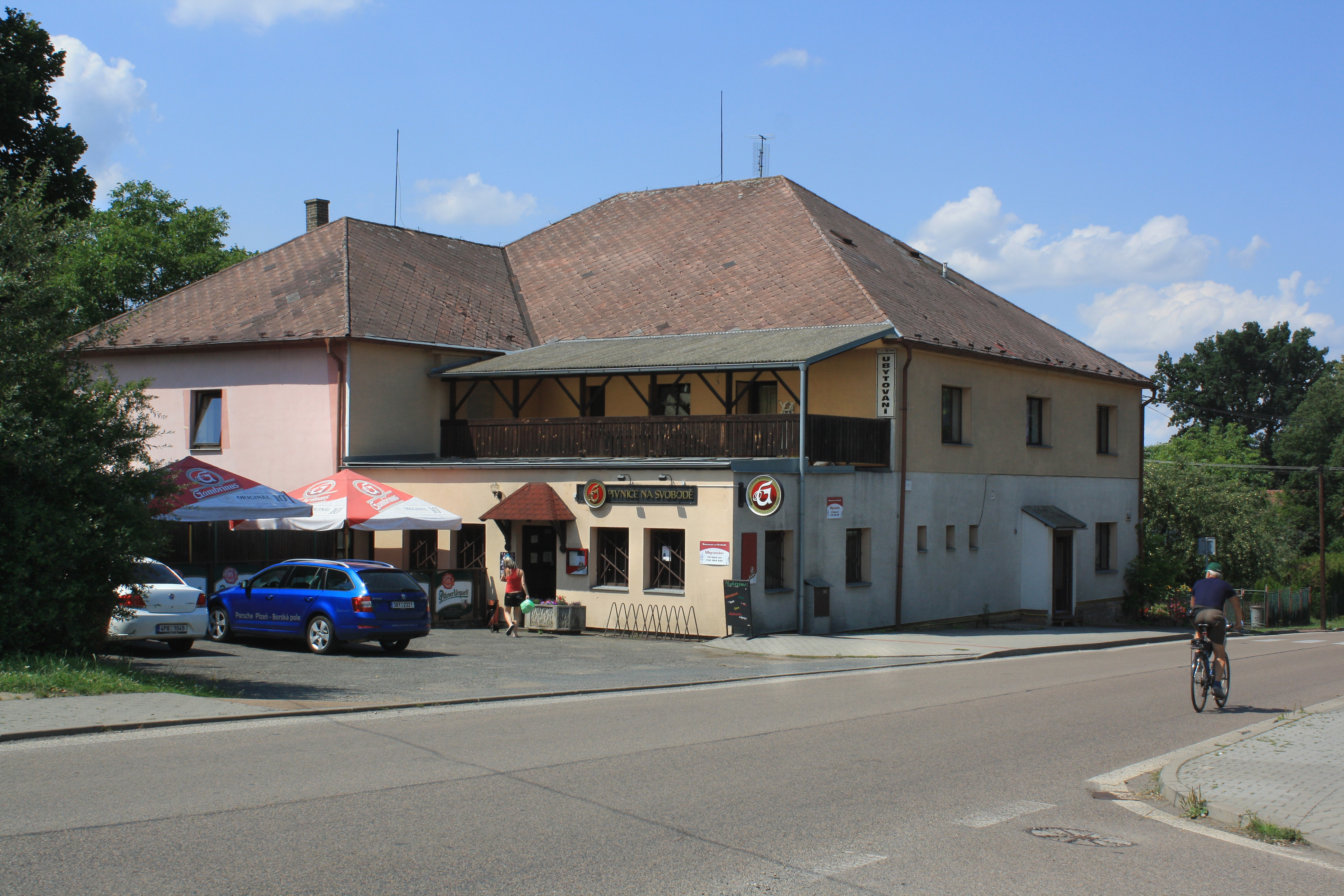
Restaurace u nádraží
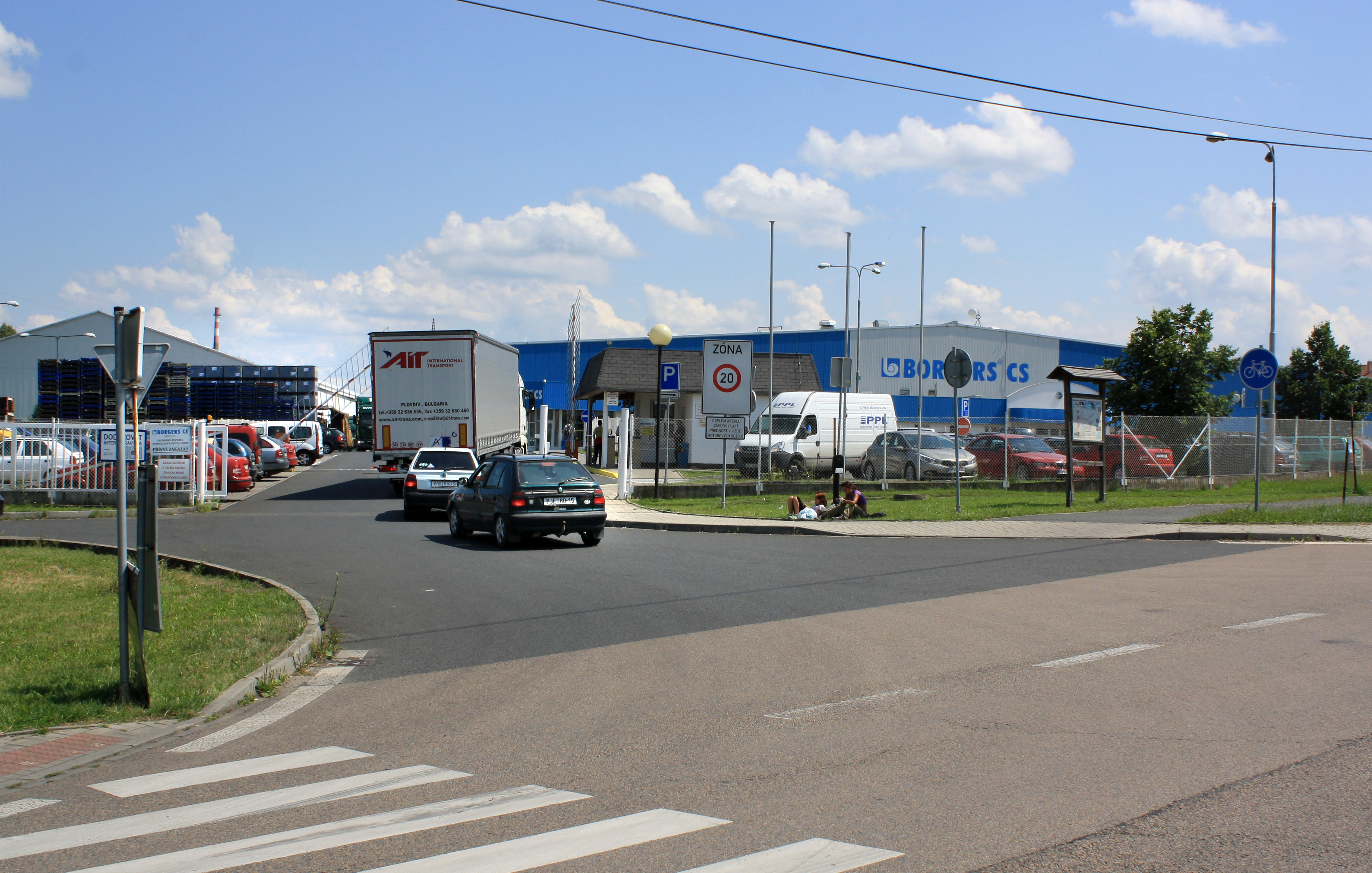
Areál firmy Borgers C.S
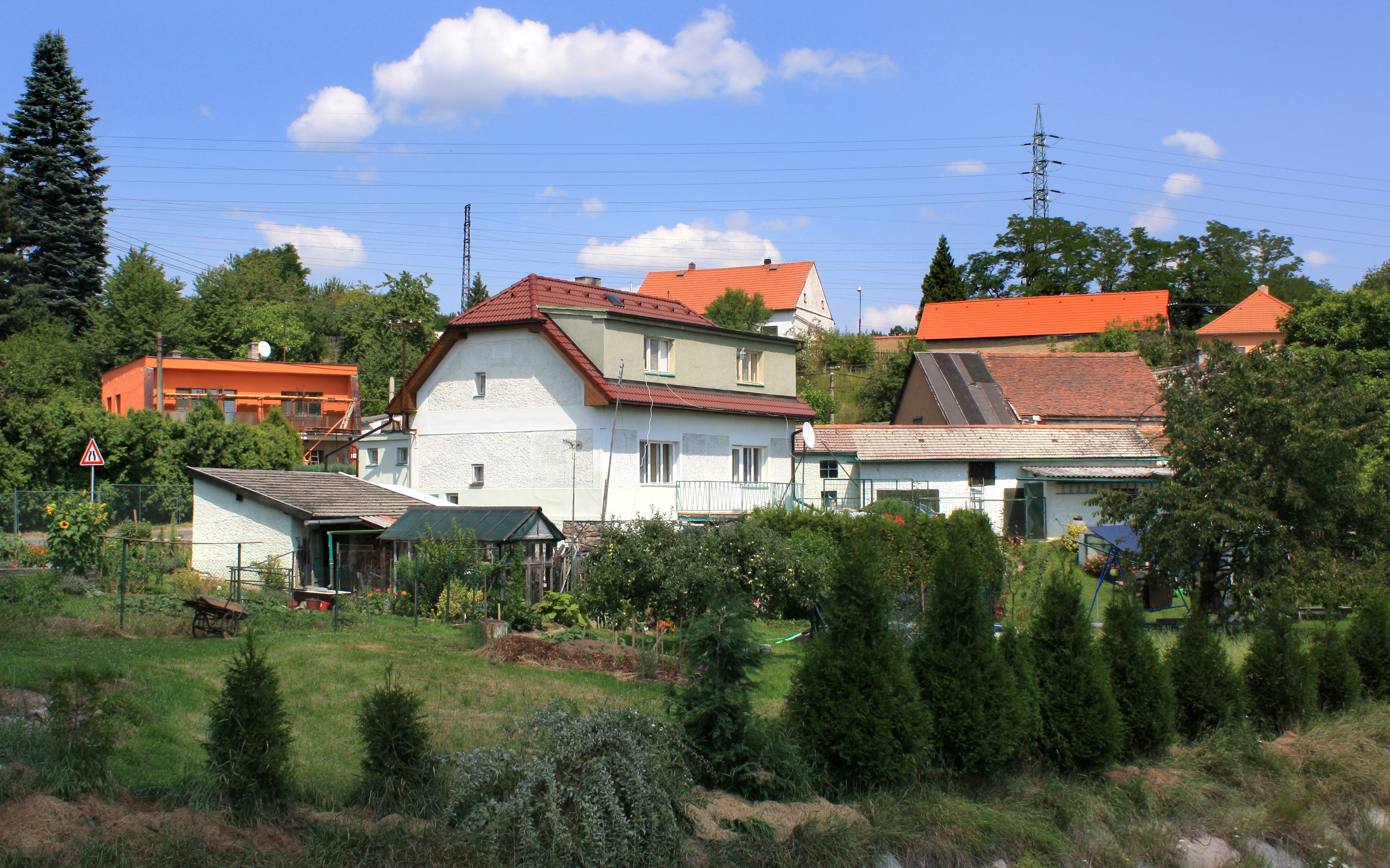
Vilky severně od Klabavy